# Silveroxid
Silveroxid (Ag2O) är ett fast ämne med en mörkbrun till svartaktig färg som sönderdelas vid upphetting runt ca 280 °C till syre och elementärt silver.

## Användningsområden
Silveroxid används bland annat i vissa sorters batterier och som reaktant inom kemin, till exempel för tillverkning av etrar och andra silversalter.

## Framställning
Silveroxid kan framställas genom en fällningsreaktion i vatten mellan silvernitrat och diverse hydroxider, till exempel natriumhydroxid.

{\displaystyle {\rm {2\ AgNO_{3}+2\ NaOH\rightarrow Ag_{2}O+2\ NaNO_{3}+H_{2}O}}}